# Euxoa arsinaria
Euxoa arsinaria là một loài bướm đêm trong họ Noctuidae.